# Anselme (acteur)
Pour les articles homonymes, voir Anselme.
Jean-Baptiste Eugène Bert, dit Anselme ou Anselme Bert, est un acteur français né en 1820 et mort à Auteuil le 18 juillet 1858.

## Théâtre

### Carrière à laComédie-Française
Entrée  en 1851
Nommé 280e sociétaire en 1856
- 1851 : Tartuffe de Molière : Orgon
- 1851 : Le Mariage de Figaro de Beaumarchais : Bartholo, puis Antonio
- 1851 : Les Plaideurs de Jean Racine : Chicaneau
- 1851 : Le Barbier de Séville de Beaumarchais : Bartholo
- 1851 : George Dandin de Molière : Sotenville
- 1853 : Dom Juan ou le Festin de pierre de Molière : M. Dimanche
- 1853 : George Dandin de Molière : Dandin
- 1853 : Le Mariage de Figaro de Beaumarchais : Brid'oison
- 1853 : Le Lys dans la vallée de Théodore Barrière et Arthur de Beauplan d'après Honoré de Balzac : De Rouvières[2]
- 1853 : Le Mariage forcé de Molière : Sganarelle